# Aqueduto romano de Conímbriga
O Aqueduto Romano de Conimbriga e Castellum de Alcabideque situa-se na freguesia de Condeixa-a-Velha e Condeixa-a-Nova do município de Condeixa-a-Nova, no distrito de Coimbra, em Portugal.
O aqueduto foi construído no século I d.C., quando se inseriu no projecto de urbanização da cidade de Conímbriga durante a época de Augusto, com cerca de três quilómetros cuja conduta é, essencialmente, subterrânea — por forma a chegar água à cidade. Durante a época de Cláudio já se encontrava em funcionamento como esgoto, antecedendo a construção de duas cisternas.
Situado numa zona agrícola, a água era captada por uma represa e respectiva torre — denominado Castellum — de planta rectangular.
O "Conjunto dos restos do aqueduto romano de Conímbriga e do castellum de Alcabideque, abrangendo todo o sistema de captação de águas", como é designado na DGPC, encontra-se classificado como Monumento Nacional desde 1967.